# 布拉德·施內德
布拉德·施內德（英語：Brad Schneider；1961年8月20日—）是美国的一位政治人物。

## 生平
在2013年至2015年，他是伊利諾州第10選舉區選出的美國眾議院議員。他的黨籍是民主黨。在他當選議員之前，施內德是一位工程師。